# Azúcar invertido
El azúcar invertido es la disgregación por  hidrolización de la sacarosa en glucosa y fructosa. Su nombre hace referencia a que el poder rotatorio de la solución frente a la luz polarizada es invertido por el proceso de hidrólisis que separará la sacarosa en sus dos subunidades.

## Obtención
Se obtiene a partir de la hidrólisis del azúcar común (sacarosa). Esta hidrólisis puede llevarse a cabo mediante tres métodos:
1. Por enzima invertasa.
2. Por acción de un ácido a temperatura elevada (esto sucede espontáneamente durante el almacenamiento de jugos de fruta).
3. Pasando la solución por resinas sulfónicas.

Para ejemplificar, tomemos el caso de hidrólisis por acción de un ácido. Se prepara un almíbar (jarabe de sacarosa) y se lo acidifica utilizando ácido cítrico. Como resultado de esto, se elimina un puente de oxígeno, transformando la solución acuosa de sacarosa en una solución acuosa de glucosa + fructosa. Cuando la solución reduce su temperatura a 80 °C se puede neutralizar el pH con bicarbonato de sodio, hecho que genera una efervescencia, aunque esto no es obligatorio.
En términos técnicos la sacarosa es un disacárido, lo que significa que está compuesta de dos azúcares simples (monosacáridos). Además, tiene actividad óptica, y es dextrógira, lo que hace referencia al hecho de que al hacer pasar luz polarizada por una solución de este azúcar el plano de vibración de la luz rota en sentido horario. En el caso del azúcar invertido la sacarosa se escinde en dos monosacáridos, que son la glucosa, dextrógira (y también llamada dextrosa), y la fructosa, fuertemente levógira (y por este motivo llamada también levulosa). La mezcla equimolecular de ambas resulta también levógira, se ha invertido el sentido de rotación del plano de vibración de la luz respecto de la sacarosa original, y de ahí la denominación de azúcar invertido.

## Características
- Tiene mayor poder endulzante que el azúcar común (un 30 % más).
- Dificulta la cristalización del azúcar.
- Acelera la fermentación de la masa de levadura.

## Similitudes
- La miel es una mezcla (principalmente) de glucosa y fructosa, lo que le da propiedades similares a las del azúcar invertido y por eso tiene la capacidad de permanecer líquida durante largos períodos de tiempo.
- La mermelada produce azúcar invertido por la acción del calor y de los ácidos de la fruta.

## Usos
- Se utiliza mucho en la industria alimentaria, sobre todo en la elaboración de helados por su poder anticristalizante.[1]
- También evita que los azúcares cristalicen en alimentos dulces en los que se desee una textura suave.
- El azúcar invertido es muy higroscópico, por lo que mantiene la humedad de productos de panadería, bollería y pastelería.
- En los cigarrillos se utiliza el azúcar invertido para añadir aroma.[2]